# Машевко (Поморське воєводство)
Машевко (пол. Maszewko, нім. Klein Massow) — село в Польщі, у гміні Вицько Лемборського повіту Поморського воєводства.
Населення — 106 осіб (2011).
У 1975-1998 роках село належало до Слупського воєводства.

## Демографія
Демографічна структура станом на 31 березня 2011 року:
|          | Загалом | Допрацездатний вік | Працездатний вік | Постпрацездатний вік |
| -------- | ------- | ------------------ | ---------------- | -------------------- |
| Чоловіки | 51      | 14                 | 31               | 6                    |
| Жінки    | 55      | 13                 | 32               | 10                   |
| Разом    | 106     | 27                 | 63               | 16                   |